# Gary Ward
Gary Ward – australijski judoka.
Uczestnik mistrzostw świata w 1971 i 1973. Zdobył trzy medale mistrzostw Oceanii w latach 1970 - 1973. Mistrz Australii w 1972, 1973 i 1974.